# Іркілік
Іркілік (рос. Иркилик) — село Прибайкальського району, Бурятії Росії. Входить до складу Сільського поселення Турунтаївського.
Населення — 535 осіб (2015 рік).